# Aleuropleurocelus laingi
Aleuropleurocelus laingi is een halfvleugelig insect uit de familie witte vliegen (Aleyrodidae), onderfamilie Aleyrodinae.
De wetenschappelijke naam van deze soort is voor het eerst geldig gepubliceerd door Drews & Sampson in 1956.